# DSA-204
La DSA-204 es una carretera perteneciente a la Red Secundaria de la Diputación Provincial de Salamanca que une la  DSA-210  con la  DSA-220 .
También pasa por la localidad de Frades de la Sierra.

## Origen y Destino
La carretera  DSA-204  tiene su origen en Miranda de Azán en la intersección con la carretera  DSA-210 , y termina en la intersección con la carretera  DSA-220  en Frades de la Sierra, formando parte de la Red de carreteras de Salamanca.